# Devin Brown
Devin LaVell Brown (Salt Lake City, Utah; 30 de diciembre de 1978) es un exjugador de baloncesto estadounidense que jugó ocho temporadas en la NBA, además de en la liga polaca y en la NBA D-League. Con 1,96 metros de altura, jugaba en la posición de escolta.

## Carrera

### Universidad
Brown jugó cuatro años al baloncesto en la Universidad de Texas en San Antonio, convirtiéndose en el máximo anotador de la historia de la universidad con 1.922 puntos. En las cuatro campañas en UTSA promedió 18.3 puntos, 7.2 rebotes, 2.7 asistencias y 1.75 robos y 32 minutos de juego en 105 partidos. Además, Brown se convirtió en el único jugador de UTSA en realizar un triple-doble en un encuentro, conseguido el 17 de febrero de 2001 ante Louisiana-Monroe Indians (33 puntos, 11 rebotes y 11 asistencias). Fue nombrado Freshman del Año en la Southland Conference en 1999, y en el mejor quinteto de la conferencia en tres ocasiones. Su número fue retirado en UTSA, siendo el primer Roadrunner que lo logra.

### NBA
Debido a que Brown no fue seleccionado en el Draft de la NBA, comenzó su carrera profesional en Kansas Cagerz de la USBL. Tras ganar el Rookie del Año de dicha liga, fue invitado al campus de entrenamiento de San Antonio Spurs. Sin embargo, fue cortado antes de que comenzara la competición, pero volvió a firmar en noviembre de 2002 por dos semanas. Brown fue seleccionado en el Draft de la NBDL por Fayetteville Patriots, jugando con ellos 44 partidos y siendo nombrado MVP de la temporada y Rookie del Año, promediando 16.9 puntos con un 50% en tiros de campo, 4.1 rebotes y 2 asistencias en 24.7 minutos de juego. Firmó un contrato de diez días con Denver Nuggets y jugó 2 encuentros. 
Finalmente, Brown firmó por tercera y última vez con los Spurs y apareció en 58 partidos de la temporada 2003-04, tomando un papel importante en playoffs. En el sexto encuentro de las Semifinales de Conferencia ante Los Angeles Lakers, Brown anotó 15 puntos y cogió 6 rebotes en 28 minutos. Posteriormente ganaría las Finales de la NBA derrotando a Detroit Pistons.
En la campaña 2005-06, en Utah Jazz, aumentó sus promedios hasta los 7.4 puntos, 2.6 rebotes y 1.4 asistencias. El 12 de julio de 2006, los Jazz traspasaron a Brown junto con Keith McLeod y Andre Owens a Golden State Warriors por el veterano base Derek Fisher. Los Warriors cortaron a Brown en pretemporada y el 22 de diciembre de 2006 firmó con New Orleans Hornets debido a la plaga de lesiones del equipo. En 58 partidos con los Hornets, 49 como titular, Brown promedió 11.6 puntos y 4.3 rebotes, siendo una de las principales referencias ofensivas del equipo.
El 29 de septiembre de 2007, Brown firmó un contrato de un año con Cleveland Cavaliers, promediando en la temporada 7,5 puntos, 3,4 rebotes y 2,2 asistencias por partido. En agosto de 2008 firmó contrato por dos temporadas con New Orleans Hornets.
El 25 de enero de 2010 fue traspasado a Chicago Bulls a cambio de Aaron Gray.

## Estadísticas de su carrera en la NBA
|  | Denota temporada en la que ganó la NBA |

### Temporada regular
| Año     | Equipo                    | PJ  | PT  | MPP  | %TC  | %3P  | %TL   | RPP | APP | ROB | TPP | PPP  |
| ------- | ------------------------- | --- | --- | ---- | ---- | ---- | ----- | --- | --- | --- | --- | ---- |
| 2002–03 | San Antonio               | 7   | 0   | 3.1  | .500 | .000 | 1.000 | 1.0 | .3  | .0  | .0  | 1.7  |
| 2002–03 | Denver                    | 3   | 2   | 23.7 | .280 | .000 | .667  | 3.7 | 1.7 | 1.3 | .3  | 6.0  |
| 2003–04 | San Antonio               | 58  | 0   | 10.8 | .434 | .286 | .811  | 2.2 | .6  | .3  | .1  | 4.0  |
| 2004-05 | San Antonio               | 67  | 0   | 18.5 | .423 | .372 | .792  | 2.6 | 1.4 | .6  | .2  | 7.4  |
| 2005–06 | Utah                      | 81  | 14  | 21.1 | .393 | .331 | .745  | 2.6 | 1.3 | .5  | .2  | 7.5  |
| 2006–07 | New Orleans/Oklahoma City | 58  | 49  | 28.7 | .420 | .357 | .794  | 4.3 | 2.6 | .8  | .2  | 11.6 |
| 2007–08 | Cleveland                 | 78  | 20  | 22.6 | .409 | .308 | .754  | 3.4 | 2.2 | .7  | .1  | 7.5  |
| 2008–09 | New Orleans               | 63  | 5   | 13.8 | .355 | .289 | .780  | 1.9 | .9  | .5  | .1  | 5.2  |
| 2009–10 | New Orleans               | 39  | 37  | 24.8 | .394 | .367 | .802  | 2.8 | 1.5 | .8  | .1  | 9.7  |
| 2009–10 | Chicago                   | 11  | 0   | 8.5  | .222 | .235 | .000  | 1.4 | .6  | .3  | .1  | 1.8  |
| Total   | Total                     | 465 | 127 | 19.4 | .401 | .338 | .776  | 2.8 | 1.5 | .6  | .1  | 7.2  |

### Playoffs
| Año   | Equipo      | PJ | PT | MPP  | %TC   | %3P  | %TL   | RPP | APP | ROB | TPP | PPP |
| ----- | ----------- | -- | -- | ---- | ----- | ---- | ----- | --- | --- | --- | --- | --- |
| 2004  | San Antonio | 9  | 0  | 14.4 | .486  | .600 | .588  | 2.0 | 1.0 | .3  | .1  | 5.8 |
| 2005  | San Antonio | 12 | 0  | 5.0  | .350  | .429 | .571  | .6  | .3  | .1  | .0  | 1.8 |
| 2008  | Cleveland   | 8  | 0  | 11.5 | .265  | .294 | .667  | 2.4 | 1.1 | .2  | .0  | 4.1 |
| 2009  | New Orleans | 3  | 0  | 11.0 | .375  | .000 | 1.000 | 1.7 | .0  | .0  | .0  | 2.7 |
| 2010  | Chicago     | 1  | 0  | 2.0  | 1.000 | .000 | .000  | 1.0 | .0  | .0  | .0  | 2.0 |
| Total | Total       | 33 | 0  | 9.6  | .380  | .368 | .619  | 1.5 | .6  | .2  | .0  | 3.5 |